# Strüth (Röttingen)
Strüth (früher Strütheim)  ist ein Gemeindeteil der Stadt Röttingen im unterfränkischen Landkreis Würzburg in Bayern.

## Geografische Lage
Das Pfarrdorf Strüth liegt im Nordwesten des Röttinger Gemeindegebietes. Nördlich beginnt das Gebiet von Riedenheim, der Gemeindeteil Oberhausen liegt Strüth am nächsten. Im Osten liegt der sogenannte Gammertshof, weiter östlich verläuft die Staatsstraße 2268 in Richtung Röttingen selbst. Die Stadt ist im Südosten zu finden. Der Süden wird von der Gemeinde Tauberrettersheim eingenommen. Weiter westlich beginnt der Main-Tauber-Kreis in Baden-Württemberg. Weikersheim-Nassau liegt Strüth am nächsten.
Das sogenannte Strüther Kreuz ist mit 381 Metern der zweithöchste Punkt des Landkreises.

## Geschichte
In der Umgebung von Strüth befand sich noch im Frühmittelalter eine Burg, die heute als Bodendenkmal, „Burgstall Schönstein“, eingeordnet ist. Ursprünglich wurde das Dorf auch „Strütheim“ genannt, was auf eine Besiedlung während der fränkischen Kolonisation im 7. und 8. Jahrhundert hinweist. Der Ort war lange Zeit Teil der Pfarrei Röttingen und erhielt erst im 18. Jahrhundert ein eigenes Gotteshaus. Seit 1972 ist Strüth Ortsteil der Stadt Röttingen.

## Baudenkmäler
Den Mittelpunkt des Ortes bildet die katholische Pfarrkirche St. Johannes Nepomuk. Das Gotteshaus präsentiert sich als kleiner Saalbau mit eingezogenem Chor. Das Kirchlein schließt mit einem Walmdach ab, der Dachreiter wurde dagegen mit einem Glockendach gedeckt. Ursprünglich war die Kirche auch dem heiligen Wendelin geweiht. Erbaut wurde die Nepomukskirche im Jahr 1742. Das Pfarrhaus entstand zur gleichen Zeit und wurde als verputzter Massivbau mit Mansardwalmdach geschaffen.
Ebenfalls als Baudenkmal ordnet das Bayerische Landesamt für Denkmalpflege ein sogenanntes Wohnstallhaus im Altort ein. Es präsentiert sich als zweigeschossiger Satteldachbau mit Fachwerkobergeschoss. Eine Pietà als Hausfigur wurde im Jahr 1820 geschaffen. Geprägt wird Strüth außerdem von vielen Bildstöcken und Kleindenkmälern, die überall im Dorf und auf der Gemarkung Aufstellung fanden. Sie zeugen von der Volksfrömmigkeit vergangener Jahrhunderte.